# Walk (Foo Fighters-dal)
A Walk a Foo Fighters 2011-ben megjelent kislemeze. Ez a harmadik kislemez a zenekar 2011-es Wasting Light albumáról. A videóklip 2011. június 2-án jelent meg.

## Helyezések és eladási minősítések

### Kislemez-listák
| Lista (2011)                                       | Helyezés |
| -------------------------------------------------- | -------- |
| Ausztrália (ARIA)                                  | 57       |
| Ausztria (Ö3 Austria Top 40)                       | 49       |
| Belgium (Ultratop 50 Flanders)                     | 25       |
| Belgium (Ultratip Flanders)                        | 3        |
| Belgium (Ultratip Wallonia)                        | 34       |
| Kanada (Canadian Hot 100)                          | 49       |
| Canadian Active Rock (America's Music Charts)      | 2        |
| Canadian Alternative Rock (America's Music Charts) | 2        |
| Hollandia (Single Top 100)                         | 58       |
| Dutch Top 40                                       | 31       |
| Japán (Billboard Japan Hot 100)                    | 32       |
| Új-Zéland (Recorded Music NZ)                      | 38       |
| Svájc (Schweizer Hitparade)                        | 74       |
| Egyesült Királyság (UK Rock Chart)                 | 1        |
| Egyesült Királyság (UK Singles Chart)              | 57       |
| US Billboard Hot 100                               | 83       |
| US Alternative Songs (Billboard)                   | 1        |
| US Hot Rock Songs (Billboard)                      | 1        |
| US Mainstream Rock (Billboard)                     | 1        |

## Díjak és elismerések
| Év   | Díj                                        | Eredmény |
| ---- | ------------------------------------------ | -------- |
| 2011 | MTV Videó Zenei díj - A Legjobb Rock Videó | Elnyerte |
| 2012 | Grammy-díj - A Legjobb Rock Előadás        | Elnyerte |
| 2012 | Grammy-díj - A Legjobb Rock Dal            | Elnyerte |